# ЛӀ
ЛӀ, лӀ — кириллический диграф, используемый в арчинском, адыгейском, кабардино-черкесском, каратинском и цезском языках. Используется в фонетической транскрипции ботлихского языка. 

## Использование
В декабре 1952 года на научной сессии Института истории, языка и литературы Дагестанского филиала АН СССР было решено ввести в алфавит аварского языка букву ЛӀ, лӀ, однако это так и не претворилось в жизнь.
В арчинском языке диграф обозначает звук [k͡ʟ̝̊ʰ]. В адыгейском и кабардино-черкесском — [ɬʼ]. В каратинском — [t͡ɬ].